# Jorethang
Jorethang är en ort i Indien.   Den ligger i distriktet Namchi och delstaten Sikkim, i den nordöstra delen av landet, 1 100 km öster om huvudstaden New Delhi. Jorethang ligger 290 meter över havet och antalet invånare är 3 596.